# David Jaffin

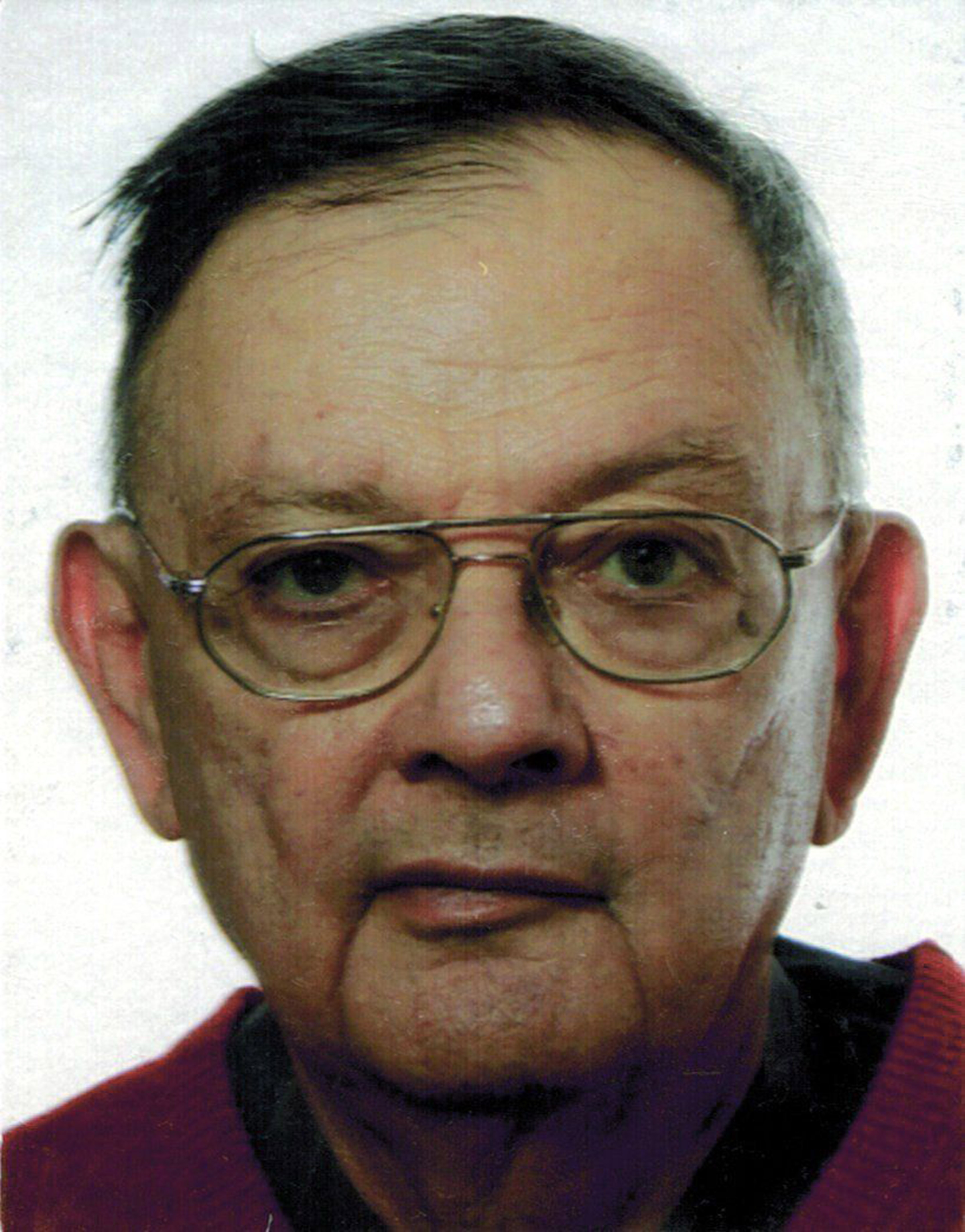
David Jaffin (2014)

David Jaffin (* 14. September 1937 in Scarsdale, New York; † 14. September 2024 in Ottobrunn) war ein US-amerikanischer, später deutscher Schriftsteller, evangelischer Pfarrer, Redner und Autor, der zahlreiche Werke in englischer, neuhebräischer und deutscher Sprache verfasst hat.

## Leben und Wirken
David Jaffin wurde als drittes Kind eines jüdischen Juristen und einer jüdischen Hausfrau geboren.
Nach seiner Schulzeit, die er in New York verbrachte, studierte er 1955/56 an der University of Michigan Geschichtswissenschaft und danach an der New York University Kunstgeschichte und Psychologie. 1959 erlangte er dort den B.A., 1961 den M.A. und schloss seine Studienzeit 1966 mit der Promotion zum Dr. phil. ab. Auch gewann er zweimal den höchsten Preis seiner Universität, den Founder’s Day Award. Zu dieser Zeit betätigte er sich auch schon als Autor: Bis zum Ende seiner Studienzeit verfasste Jaffin insgesamt zehn Gedichtbände, ein Auswahlband daraus wurde sogar in Hebräisch und Englisch in Tel-Aviv veröffentlicht.
Während einer Europareise lernte er 1961 seine künftige Frau Rosemarie kennen, die er am 14. September 1961 heiratete. Sie wohnten zunächst in New York, wo Jaffin eine Assistentenstelle an der New York University innehatte. 1962 zogen sie dann nach Deutschland, zunächst nach Ottobrunn, dann nach Oberreith, wo ihre beiden Söhne geboren wurden. 1966 bis 1969 war er Dozent für Europäische Geschichte an der University of Maryland European Division, München und Augsburg. 
1971 merkte er, dass er sich zu Jesus von Nazaret, König der Juden, hingezogen fühlte, erkannte ihn als seinen Messias und ließ sich taufen. In diesem Jahr zog er nach Belsen in der Nähe von Tübingen um. Kurze Zeit später ermöglichte ihm ein Stipendium der Württembergischen Landeskirche ein Studium der evangelischen Theologie in Tübingen. 1974 nahm er in Tübingen eine Stelle als Vikar und 1975 eine Stelle als Zweit-Pfarrer in Magstadt in der Nähe von Stuttgart an, die er vier Jahre bis zum Jahr 1978 innehatte. Anschließend ging er als Pfarrer in das nur fünf Kilometer entfernte Malmsheim. Hier blieb er 16 Jahre lang Pfarrer bis zu seinem Dienstende im Jahr 1994. In dieser Zeit wurde er auch Mitglied des Landesvorstandes der Evangelischen Sammlung in Württemberg. Auch erhielt er einen Lehrauftrag am Theologischen Seminar der Liebenzeller Mission in Bad Liebenzell. Danach betätigte er sich in hohem Maße als Prediger auf Großveranstaltungen sowie als Autor zahlreicher Bücher.
Jaffin wohnte zuletzt in Ottobrunn, ist an seinem 87. Geburtstag gestorben und wurde auf dem Friedhof Illmensee begraben.

## Veröffentlichungen (Auswahl)
- 18th and 19th Century Historical Interpretations of the Reign of James I. of England, New York University, Doctoral Dissertation, 1966 (Seine Dissertation)
- Conformed to Stone, Abelard-Schumann, New York 1968, London 1970.
- In The Glass of Winter, Abelard-Schumann, London 1975.
- Preceptions, Elizabeth Press, New Rochelle, New York 1979.
- INRI, Verlag der Liebenzeller Mission, Bad Liebenzell 1980.
- Die Welt und der Weltüberwinder, Verlag der Liebenzeller Mission, Bad Liebenzell 1981.
- Selected Poems, English/Hebrew, Massada Publishers, Giw’atajim (Israel) 1982.
- Jesus, mein Herr und Befreier, Verlag der Liebenzeller Mission (VLM), Bad Liebenzell 1983.
- Der bringt viel Frucht, Verlag der Liebenzeller Mission, Bad Liebenzell 1983.
- Die Heiligkeit Gottes in Jesus Christus, Verlag der Liebenzeller Mission, Bad Liebenzell 1984.
- Warum brauchen wir das Alte Testament?, Verlag der Liebenzeller Mission, Bad Liebenzell 1986.
- Der auferstandene Christus als unser Seelsorger, Verlag der Liebenzeller Mission, Bad Liebenzell 1986.
- Israel am Ende der Tage (auch in Portugiesisch übersetzt), VLM, Bad Liebenzell 1987.
- Malmsheimer Predigten, Verlag der Liebenzeller Mission, Bad Liebenzell 1988.
- Salomo – Israel am Scheideweg, Verlag der Liebenzeller Mission (VLM), Bad Liebenzell 1989.
- Die geheimnisvolle Gegenwart Gottes (Meditationen und Betrachtungen zu 20 Bildern von Caspar David Friedrich), Johannis-Verlag, Lahr 1990; 2. Auflage Edition Wortschatz, Neudorf bei Luhe 2024, ISBN 978-3-910955-08-0.
- Was erwartet uns?. Edition VLM im Johannis-Verlag 1991, ISBN 978-3-880-02479-3.
- 14 New Poems, Shearsman International Poetry Magazine, Plymouth (England) 1994.
- ... und geh in ein Land, das ich dir zeigen will": Autobiografische Anmerkungen, Wortschatz Edition, Schwarzenfeld 1995; 2. Auflage 2014, ISBN 978-3-943362-10-7.
- Das jüdisch-christliche Weihnachtsbuch, Johannis-Verlag, Lahr 2004, ISBN 978-3-501-01472-1.
- König David und Jesus, König der Könige, Johannis-Verlag, Lahr 2005, ISBN 978-3-501-01521-6.
- mit Thomas Baumann (Hrsg.): Das Beste von David Jaffin: Prosa und Gebete, Johannis-Verlag, Lahr 2007, ISBN 978-3-501-01566-7.
- Listening to Silence: Poems, Wortschatz Edition, Schwarzenfeld 2014, ISBN 978-3-943362-09-1.
- Lebensrhythmen: Prosa (Anthologie), Edition Wortschatz, Neudorf bei Luhe 2023, ISBN 978-3-943362-96-1.
- Mein Glaube – meine Welt (Autobiografie), Edition Wortschatz, Neudorf bei Luhe 2023, ISBN 978-3-910955-05-9.
- Für heute und morgen. Gebete von David Jaffin, Edition Wortschatz, Neudorf bei Luhe, 2. Aufl. 2023, ISBN 978-3-910955-06-6.